# Klimov RD-33
Klimov RD-33 je dvouproudový motor s jednostupňovými turbínami nízkotlakého i vysokotlakého kompresoru s prstencovou spalovací komorou, který pohání ruské nadzvukové stíhací letadlo - MiG-29. Byl vytvořen ruskou společností Klimov v několika různých variantách.
První prototyp motoru byl vyzkoušen v roce 1972, první předsériové kusy byly vyrobeny v roce 1976. RD-33 sice už na počátku nabízel nejvyšší poměr tahu k své hmotnosti v tehdejším Sovětském svazu, ale stále to nestačilo na motory Pratt & Whitney F100 letounu F-16 Fighting Falcon. Rovněž spolehlivostí a počátečním resursem 350 - 400 hodin hluboce zaostával za americkými leteckými motory (později se podařilo dosáhnout alespoň hodnoty 750 - 1000 hodin).
K zabezpečení spolehlivého chodu motorů ve všech režimech slouží hydromechanický automatický systém regulace a ovládání motoru (teoretická přesnost - 0,6 procent otáček). Při vývoji motorů se mimo jiné kladl důraz na možnost velmi rychlé změny otáček. Z volnoběžných do maximálních otáček lze přejít během 3 až 7 sekund v závislosti na rychlosti a výšce letu. Přídavné spalování může být spuštěno za další 2 až 3 sekundy. Při prudkém pohybu plynové páky z polohy minimálních otáček se forsáž automaticky zapíná při hodnotě otáček: 73-76 procent. Celý regulační systém sleduje veškeré důležité veličiny jako jsou teploty vzduchu vstupujícího a vystupujícího do a z jednotlivých částí motoru, tlaku vzduchu a sledování funkcí všech částí motoru. V souladu s bezpečnými hodnotami a s pomocí omezovačů je ovlivňována práce dodávkou paliva a přestavováním vstupních a výstupních ústrojí. Pilot je pomocí systému informován o všech případných skutečnostech, které překračují stanovené technické hodnoty.

## Varianty
- RD-33 :
- RD-33 série 3 :
- RD-33M :
- RD-33MK :
- RD-33K :
- RD-33-10M :
- RD-33N :
- SMR-95A/B :
- RD-43 :
- RD-93 :
- RD-133 :

## Specifikace (RD-33)

### Technické údaje
- Typ: dvouproudový motor s přídavným spalováním
- Průměr: 1 040 mm
- Délka: 4 229 mm
- Hmotnost suchého motoru: 1 055 kg

### Součásti
- Kompresor: dvouhřídelový axiální, 4 nízkotlaké stupně a 9 stupňů vysokotlakého kompresoru
- Spalovací komora: prstencová
- Turbína: jeden stupeň vysokotlaká, jeden stupně nízkotlaká

### Výkony
- Maximální tah: 50,0 kN (11,230 lbf) Dry, 81,3 kN (18,285 lbf) s přídavným spalováním
- Celkový poměr stlačení: 21:1
- Obtokový poměr: 0,49:1
- Teplota plynů před turbínou: 1 407 °C
- Měrná spotřeba paliva: 75 kg/(kN·h) (0,77 lb/(lbf·h)) na suchý tah, 188 kg/(kN·h) (1.85 lb/(lbf·h))
- Poměr tah/hmotnost: 4,82:1 (suchý tah), 7.9:1 (přídavné spalování)